# Lino Alonso
Lino Enrique Alonso Pérez (Castrelo de Miño, España; 6 de junio de 1956-La Paz, Bolivia; 9 de abril de 2017) fue un entrenador de fútbol hispano-venezolano. Se destacó principalmente por formar jugadores y expandir la práctica del fútbol en Venezuela.
En 2012 fue galardonado por la Confederación Sudamericana de Fútbol (Conmebol) por su importante trayectoria en el fútbol continental.

## Trayectoria
Siempre vinculado a las categorías juveniles, Alonso llega a Venezuela con su familia a finales de los años 1960 y principio de los 1970, cuando Alonso contaba con 13 años de edad, para luego difundir la práctica del fútbol en esa nación. Fue entrenador graduado por el Colegio Nacional de Entrenadores de Venezuela, llegando a ocupar el cargo de Instructor Nacional.
Lino entrenó durante la década de los 80 las categorías inferiores del Colegio Santo Tomás de Villanueva (Pre-Infantil B, Pre-Infantil A e Infantil C), con los que competía en dos ligas: Criollitos de Venezuela Cesar del Vecchio y la LIEF (luego LIDE). 
Empezó su carrera como entrenador en el fútbol aficionado, dirigiendo a varios clubes de la Asociación de Fútbol del Distrito Capital y de la Liga Nacional de Fútbol Menor, así como sus selecciones en diferentes campeonatos nacionales de menores. Dirigió en la Liga de Fútbol Profesional por ocho temporadas al Deportivo Galicia con el que fue campeón en dos ocasiones en Segunda División (1987-88 y 1991-92).
A principios de los 90 pasó a entrenar las categorías superiores del Colegio (Infantil B, Infantil A y Juvenil) y otros equipos de jugadores mayores que competían en ligas menores del fútbol profesional. Posteriormente la Federación Venezolana de Fútbol se hizo con sus servicios y procedió a dirigir a las selecciones sub-17 y sub-20 de Venezuela, a principios de 1994, además de colaborar con el seleccionador serbio Ratomir Dujković, quién para entonces dirigía a la selección de fútbol de Venezuela. Con Dujković fue asistente en la Copa de las Américas Sub-23, disputado en Colombia en 1994, y en la eliminatoria para los Juegos Panamericanos de 1995. Además fue asistente de Rafael Santana en el Torneo Preolímpico Sudamericano Sub-23 de 1996 en Mar de Plata, Argentina.
A partir del año 1995 y hasta el 2005, fue el responsable de las selecciones sub-15, sub-17, sub-20 y sub-23 de Venezuela en diversos torneos suramericanos además de las participar en Juegos Odesur, Juegos Bolivarianos y Juegos Centroamericanos y del Caribe.
En 1996, Alonso dirigió a la selección de fútbol de Venezuela en un amistoso en ante Bolivia logrando un empate sin goles. Igualmente fue técnico de la selección sub-21 de Venezuela que ganó el oro de los Juegos Centroamericanos y del Caribe en 1998, celebrados en Maracaibo. También ganó Medalla de Plata en los Juegos Bolivarianos de 2005 y Odesur 1996, además Medalla de Bronce en los Bolivarianos de 1998 y 2001.
Posteriormente fue el encargado de dirigir al Carabobo FC en la temporada 2006-07 y lo clasificó a la Copa Suramericana. Luego fue llamado por César Farias como su asistente técnico en la vinotinto sub-20 y absoluta donde se mantuvo hasta final de la eliminatoria mundial de Brasil 2014. Alonso igualmente se desempeñó como asistente técnico y acompañó a César Farías durante su trayectoria como entrenador en la selección de fútbol de Venezuela, Xolos de Tijuana de México, Cerro Porteño de Paraguay y The Strongest de Bolivia. También formó parte de la directiva del Zulia Fútbol Club como director deportivo.
Falleció el domingo 9 de abril de 2017 en horas de la madugrada a causa de una neumonía. Para la fecha, Alonso se desempeñaba como asistente técnico en el Club The Strongest de la Primera División de Bolivia, siendo una figura importante para que el equipo se alzara campeón del torneo local y lograra un promedio histórico en la Copa Libertadores.

## Equipos dirigidos
| Club / Selección  | País      |
| ----------------- | --------- |
| Deportivo Galicia | Venezuela |
| Venezuela sub-17  | Venezuela |
| Venezuela sub-20  | Venezuela |
| Venezuela sub-15  | Venezuela |
| Venezuela sub-23  | Venezuela |
| Venezuela         | Venezuela |
| Venezuela sub-21  | Venezuela |
| Carabobo          | Venezuela |

## Palmarés

### Como entrenador
| Título                               | Club              | País      | Año  |
| ------------------------------------ | ----------------- | --------- | ---- |
| Segunda División                     | Deportivo Galicia | Venezuela | 1988 |
| Segunda División                     | Deportivo Galicia | Venezuela | 1992 |
| Campeonato Odesur de Fútbol          | Venezuela sub-17  | Venezuela | 1994 |
| Juegos Centroamericanos y del Caribe | Venezuela sub-21  | Venezuela | 1998 |
| Juegos Bolivarianos                  | Venezuela sub-17  | Colombia  | 2005 |